# Финансијски извештај
Финансијски извештаји су пословни документи којима предузеће даје информације о резултатима својих трансакција особама и организацијама изван предузећа и корисницима унутар предузећа.
Сет годишњег финансијског извештаја (завршног рачуна) за микроправна лица и предузетнике који воде пословне књиге по систему двојног књиговодства обухвата израду:
1. Биланс стања
2. Биланс успеха
3. Статистичког извештаја

Остала правна лица (велика, средња, мала), уз БС, БУ и СИ, потребно да саставе и:
1. Извештај о осталом резултату
2. Извештај о променама на капиталу
3. Извештај о токовима готовине
4. Напомене уз финансијске извештаје

Израда завршног рачуна се не завршава израдом финансијских извештаја, већ је потребно урадити и обрачун пореза на добит на тачно прописаним обрасцима који чине:
1. Порески биланс
2. Пореске пријаве АПД и ПДП
3. Порески обрасци ПК, ОА и СУ

## Циљ финансијског извештавања
"Циљ финансијског извештавања је пружање информација о финансијском положају, резултатима активности и променама у финансијском положају предузећа, које су корисне широком кругу корисника при доношењу економских одлука". Финансијски извештаји треба да буду разумљиви, актуелни, поуздани и упоредиви. 
Финансијски извештаји су намењени разумевању од стране читалаца који поседују "довољно знања о пословању, економској активности и рачуноводству и који су спремни да пажљиво проуче информације". Финансијски извештаји могу да се користе од стране корисника за различите сврхе:
- Власницима и менаџерима су потребни финансијски извештаји за доношење важних пословних одлука које утичу на будуће активности компаније. Затим се по овим извештајима врши финансијска анализа како би се руководству дала детаљнија слика о бројевима.[5][6] Ови извештаји се такође користе као део годишњег извештаја руководства пред акционарима.
- Запослени такође требају ове извештаје при закључењу колективних преговора (CBA) са руководством, у случају синдиката или појединаца при разматрању њихове накнаде, унапређења и оцена.
- Потенцијални инвеститори користе финансијске извештаје за процену целисходности улагања у посао. Финансијска анализа се често користи од стране инвеститора и припрема је професионалаца, што им обезбеђује основу за доношење инвеститорских одлука.
- Финансијске институције их користе како би одлучиле да ли да компанији обезбеде свеж обртни капитал или да обезбеде дугорочне хартије од вредности за финансирање ширења и других значајних трошкова.
- Акционари могу повремено тражити информације о томе како се управља акционарским капиталом, које могу бити пружене кроз финансијске извештаје, јер је у финансијском интересу акционара да потврде да се управљање капиталом врши ефикасно и савесно са дужном пажњом.[7][8]